# Стэнфорд, Нон
Нон Стэнфорд (англ. Non Stanford; род. 8 января 1989, Бридженд) — валлийская триатлонистка. Чемпионка мира 2013 года, участница Олимпийских игр 2016 года в Рио-де-Жанейро.

## Биография
Стэнфорд родилась в Бридженде, детство провела в Суонси. Первоначально занималась в клубе Суонси Харриерс. Стэнфорд окончил Бирмингемский университет, получив образование в сфере спорта и физической культуры в 2010 году.

## Карьера
Стэнфорд успешно выступала в беге по пересеченной местности, она была побеждала на соревнованиях школ Уэльса на дистанции 1500 метров в 2002, 2003 и 2004 годах. Стэнфорд пригласили выступить с Келли Холмс в шоу «В лагере с Келли» в Южной Африке, благодаря чему она получила известность в ранние годы. В 2006 году Стэнфорд заняла 3-е место в беге на 3000 м среди взрослых на чемпионате AAA в помещении. Поступив в Университет Бирмингема, летом 2008 года она присоединилась к университетскому триатлонному клубу, после чего окончательно стала уделять своё внимание новому виду спорта.
В Британской суперсерии 2009 года она заняла второе место, а в 2009/2010 годах была удостоена стипендии Пола Уэстона, что позволило ей ещё больше сосредоточиться на триатлоне. После окончания учёбы в 2010 году она выиграла бронзовую медаль на Кубке Европы. В том же году Стэнфорд приняла участие в престижной серии французских клубных чемпионатов Lyonnaise des Eaux, представляя Montpellier Agglo Tri. Её нынешняя команда Гран-при Франции — команда TCG 79 Parthenay.
Стэнфорд переехала на базу британской сборной по триатлону в университете Лидса. Сезон 2012 года стал для неё прорывным годом. Она выиграла золото молодёжного Гранд-финала в Окленде. Сезон 2013 года начался с победы на Мировой серии в Мадриде, после чего Стэнфорд завоевала титул чемпионки мира и выиграла Гранд-финал в Лондоне. В том же сезоне Стэнфорд завоевала серебряные медали Мировой серии в Сан-Диего, Гамбурге и Стокгольме.
Из-за травмы весь сезон 2014 года Стэнфорд пропустила. В 2015 году она уверенно вернулась и заняла 2-е место на Олимпийских тестовых соревнованиях в Рио и на Гранд-финале в Чикаго, обеспечив участие на Олимпиаде. 2016 год начался для Стэнфорд успешно: она победила на этапе в Кейптауне. На своих первых Олимпийских играх в Рио в августе 2016 года она заняла 4-е место. Стэнфорд присоединилась к клубу ECS Triathlon в 2016 году.
В 2017 году она вновь получила травму, но сумела одержала победу на Кубке мира в Чэнду.
В сезоне 2018 Стэнфорд выиграла две серебряные медали на этапах Мировой серии в Кейптауне и Ноттингеме, бронзовую медаль в Иокогаме. Стэнфорд была капитаном сборной Уэльса на Играх Содружества в 2018 году.
В 2019 году Стэнфорд покинула Центр Браунли в Лидсе и присоединилась к международной группе элитных триатлонистов под руководством тренера Джоэла Филлиола. В этом сезоне она выиграла золото на в Гамбурге, а в конце года перенесла операцию на колене по удалению поврежденного хряща.